# Tislér Jolán
Tislér Jolán, horvátul: Jolanka Tišler (Tótszerdahely, 1948. május 28. ) magyarországi horvát irodalmár. Verseket, prózákat írt kaj nyelvjárásban. Édesapja a pécsi bányában dolgozott. Családjával együtt 1951. december 6-a éjszakáján Tedére telepítették ki, házukból tsz-raktár lett. Egy táborban vitték őket, ahol egy 160 fős barakkban laktak embertelen körülmények között. 1953-ban szabadultak, de Tótszerdahelyre 1956-ig nem mehettek vissza, ezért addig Balatonmárián éltek. Szakmája tanítónő, horvát nyelvű tankönyveket, feladatlapokat is készít. 1979-től a murakeresztúri általános iskolában tanított, majd 1994-től a tótszerdahelyi általános iskola igazgatónője volt, 2005-ben vonult nyugdíjba.

## Művei
- V modrini neba  (iBudimpešta.versek, 1988.)
- V zrcalu rodice. (Zalaegerszeg, 1998.)
  - Magyar nyelven: Tislér Jolán: Szivárványtükörben – A verseket fordította: Lukács István. (Zala Megyei Önkormányzati Közgyűlés Nemzeti és Etnikai Bizottsága, 1998)[2]